# Bianca Ambrosetti
Bianca Ambrosetti (Pavía, Italia, 1 de marzo de 1914-Módena, 1929) fue una gimnasta artística italiana, subcampeona olímpica en Ámsterdam 1928 en el concurso por equipos.
Bianca murió de tuberculosis cuando contaba solo con 14 años.

## Carrera deportiva
En las Olimpiadas celebradas en Ámsterdam en 1928 gana medalla de plata en el concurso por equipos, tras las neerlandesas y por delante de las británicas, siendo sus compañeras de equipo las gimnastas: Lavinia Gianoni, Luigina Giavotti, Virginia Giorgi, Germana Malabarba, Carla Marangoni, Luigina Perversi, Diana Pizzavini, Luisa Tanzini, Carolina Tronconi, Ines Vercesi y Rita Vittadini.